# Miss Pará 2019
Miss Pará BE Emotion 2019 foi a 63ª edição do tradicional concurso de beleza feminino de Miss Pará BE Emotion, válido para a disputa de Miss Brasil BE Emotion 2019, único caminho para o Miss Universo. Dezoito (18) candidatas participaram da edição coordenada pelo estilista Herculano Silva, o produtor de eventos Mauro Antônio Ferreira e o cantor Kaiann Lobo. O evento teve seu ápice no dia 9 de Fevereiro de 2019 na Associação Pan Amazônico Nipo-Brasileira (homenageando os 90 anos de imigração Japonesa no estado do Pará), quando a Miss Pará BE Emotion 2018 Ponnyk Melo Torres, coroou sua sucessora Wilma Paulino da Silva, de 19 anos, do município de Itaituba. 

## O concurso

### Temática
A edição fez uma homenagem aos 90 anos da imigração japonesa no Pará e parte da renda deste ano foi doada ao Abrigo "São Vicente de Paulo":
Todo o evento foi pensado nessa homenagem, a decoração, um verdadeiro jardim japonês, será assinada por Alberto Serruya. Essa homenagem era um desejo da fundadora do Concurso Miss Pará, a cabelereira Nilce Pinho de Carvalho, que já faleceu. Ela tinha grande respeito pela colônia japonesa, e quando assumi [o concurso] ela me pediu isso. Todos os elementos serão voltados ao tema.
Herculano Silva, organizador. 

### Prêmio
A vencedora levou uma coroa, uma joia feita pela estilista Gabriela Tanus, avaliada em aproximadamente em R$ 30 mil; um anel em forma de coroa feito pelo designer da Lape Joias, de Goiânia, no valor de R$ 25 mil; a faixa feita pelo Mago das Faixas, de São Paulo; além de guarda-roupa completo, passagem, estadia e todas as despesas pagas para disputar o Miss Brasil BE Emotion 2019 em São Paulo.

### Acusação de Assédio
No dia 10 de novembro de 2019, Wilma Paulino  publicou uma série de vídeos denunciando o então coordenador do evento, o estilista Herculano Silva,  de tentar fazer dela uma acompanhante de luxo  quando morou por alguns meses em São Paulo, logo após o concurso de beleza estadual. 
Segundo o tablóide "O Dia", nos 88 vídeos compartilhados em seu perfil, Wilma narra que não somente foi induzida a atuar como acompanhante de luxo, o que nunca teria aceitado e foi o que motivou o rompimento com os coordenadores do concurso, mas também relata episódios de assédio e pressão psicológica. O episódio mais marcante, narrado pela jovem, segundo a reportagem, fala de um suposto encontro articulado por Herculano Silva, onde Wilma sairia com um senhor influente do mundo da moda que poderia "abrir portas". 
Ao jornal, a jovem diz que não se sentiu à vontade e que Herculano disse à ela que deveria "aproveitar a oportunidade", que não precisaria "fazer nada com ele", mas se "aproveitar da situação" e "conseguir as coisas". Em outro momento, um novo encontro com o mesmo homem foi marcado, mas "deu errado" novamente porque Wilma estava acompanhada de um rapaz, amigo da família, o que fez o homem desistir do encontro e teria deixado Herculano fora de si, ofendendo a moça com insultos e palavras de baixo calão. 
Segundo o site "O Liberal", o estilista Herculano Silva nega as acusações.  Em um vídeo de aproximadamente 10 minutos, publicado em sua página no Facebook, o coordenador do concurso lamenta o depoimento da miss Pará e afirma que nada fez contra a jovem, e que no momento oportuno, a verdade virá à tona. 

## Resultados

### Colocações
Abaixo, as colocações finais do concurso:

### Prêmios Especiais
A Miss eleita pelo Voto Popular garantiu uma vaga no Top 10.

### Ordem dos anúncios
| 1. Ananindeua 2. Capanema 3. Belém 4. Castanhal 5. Itaituba 6. Prainha 7. Redenção 8. Tailândia 9. Trairão 10. Santarém | 1. Itaituba 2. Capanema 3. Trairão 4. Redenção 5. Castanhal | 1. Itaituba 2. Trairão 3. Castanhal |

## Candidatas
Disputaram o título este ano:
| - Ananindeua - Camila Claudino (19) - Barcarena - Yara Vieira (19) - Benevides - Letícia Santana (19) - Belém - Kamyla Natasha (19) - Bragança - Fabiana Mourão (23) - Capanema - Amanda Moreira (24) | - Castanhal - Vitória Reis (21) - Itaituba - Wilma Paulino (19) - Marabá - Kathleen Saraiva (21) - Marituba - Ivanir Oliveira (20) - Ourilândia do Norte - Amanda Peniche (22) - Paragominas - Tayná Carvalho (21) | - Parauapebas - Gislleny Rêgo (26) - Prainha - Raylana Oliveira (19) - Redenção - Fábricia Belfort (26) - Santarém - Thayanne Birro (25) - Tailândia - Rayanne Oliveira (20) - Trairão - Danyelle Panassolo (20) |

## Histórico

### Candidatas em outros concursos

#### Estadual
Miss Pará
- 2014: Santarém - Thayanne Birro (2º. lugar) [20]
  - (Representando o município de Santarém)